# Guillaume de Gesualdo
Pour les articles homonymes, voir Gesualdo.
Guillaume de Gesualdo (en italien : Guglielmo di Gesualdo ; né à la fin du XIe siècle - mort vers 1145/1150) est un baron italo-normand de la première moitié du XIIe siècle, apparenté à la Maison de Hauteville ; il est à l'origine de la grande famille italienne des Gesualdo, dont l'histoire est surtout liée à la ville de Naples et à la Campanie.

## Biographie

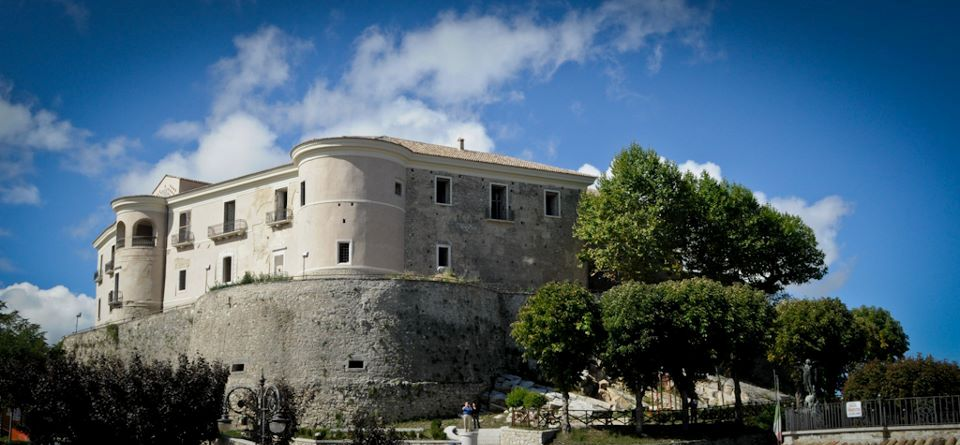
Le château de Gesualdo.

Guillaume de Gesualdo est un fils bâtard de Roger Borsa, duc d'Apulie et de Calabre ; sa mère, dont l'identité n'est pas connue, était une maîtresse du duc Roger. Il devient seigneur de Lucera en 1112 et comte de Gesualdo dans la région d'Avellino (à l'origine du patronyme familial) en 1115, avant de devenir plus tard Grand-Connétable du royaume de Sicile, sous le règne du roi Roger II de Sicile.

## Famille et descendance
| Blason | Blasonnement : d'argent au lion de sable accompagné de cinq fleurs de lys de gueules, deux posées en chef à dextre et rangées en barre, une posée au canton senestre du chef, une posée presque en abîme quelque peu à dextre et une en pointe,. |

À une date inconnue, Guillaume de Gesualdo épouse une noble italo-normande, Aubrée, fille du comte Godefroi de Lecce, également apparenté à la maison de Hauteville. Leur fils Hélie (ou Élie, Élias ; † 1187) eut d'une inconnue au moins deux fils :
- Guillaume (II) de Gesualdo, qui, selon le chroniqueur Hugues Falcand[3], fut l'un des chefs des barons qui complotèrent contre Richard de Mandra, chancelier du royaume de Sicile et proche de la régente, la reine Marguerite, durant la minorité du roi Guillaume le Bon (1166-1171) ;
- Aristulf Gesualdo.

Au XIIIe siècle, un descendant de Guillaume de Gesualdo, Luigi Gesualdo sera nommé en 1269 sénéchal par le roi de Naples Charles d'Anjou.
Les Gesualdo deviendront comtes de Conza à partir de 1452, et seront nommés princes de Venosa en 1561 par le roi Philippe II d'Espagne.